# Werner Wieland
Werner Wieland (* 18. Oktober 1910 in Leipzig; † 9. Juni 1984 in Potsdam) war ein deutscher Schauspieler und Hörspielregisseur.

## Leben
Wielands darstellerische Karriere begann auf Kabarettbühnen. In dieser Zeit nahm er Schauspielunterricht bei Detlef Sierck und Peter Stanchina. Er wirkte später als freier Schauspieler. Nach dem Zweiten Weltkrieg spielte er zunächst in Quedlinburg und war anschließend in Leipzig für das Radio, oftmals als Hörspielregisseur, tätig. Von 1953 bis 1955 studierte er an der Hochschule für Film und Fernsehen Potsdam Regie.
Auf der Leinwand sah man Wieland erstmals in der Rolle des Gustav Noske in Das Lied der Matrosen. Von da an war er häufig auf dem Bildschirm präsent. Seine letzte Rolle spielte er 1983 in Zille und ick.

## Filmografie (Auswahl)
- 1958: Das Lied der Matrosen
- 1959: Verwirrung der Liebe
- 1962: Das grüne Ungeheuer (TV)
- 1963: Es geht nicht ohne Liebe (TV)
- 1963: Die Spur führt in den 7. Himmel (TV-Film in fünf Teilen)
- 1965: Lots Weib
- 1964: Das Lied vom Trompeter
- 1966: Irrlicht und Feuer (Fernsehfilm, Zweiteiler)
- 1967: Das Mädchen auf dem Brett
- 1968: Abschied
- 1968: Spur des Falken
- 1969: Befreiung (Oswoboschdenije)
- 1972: Polizeiruf 110: Der Tote im Fließ (TV-Reihe)
- 1973: Die sieben Affären der Doña Juanita (vierteiliger Fernsehfilm)
- 1974: Leben mit Uwe
- 1975: Blumen für den Mann im Mond
- 1975: Fischzüge (Fernsehfilm)
- 1978: Brandstellen
- 1979: Nachtspiele
- 1980: Levins Mühle
- 1981: Darf ich Petruschka zu dir sagen?
- 1983: Pianke (Fernsehfilm)
- 1983: Zille und ick

## Hörspiele (Regie)
- 1949: Nikolai Gogol: Die Brautschau (Vorlage: Die Heirat) – (Hörspiel – Mitteldeutscher Rundfunk, Sender Leipzig)
- 1949: Bertolt Brecht: Die Gewehre der Frau Carrar – (Hörspiel – Mitteldeutscher Rundfunk, Sender Leipzig)
- 1949: Gerhart Hauptmann: Die Weber – (Hörspiel – Mitteldeutscher Rundfunk, Sender Leipzig)
- 1951: Heinrich von Kleist: Der zerbrochene Krug – (Hörspiel – Berliner Rundfunk)
- 1951: Walter Karl Schweikert: Herhören, hier spricht Jesus Hackenberger  mit Willy A. Kleinau – (Hörspiel – Mitteldeutscher Rundfunk, Sender Leipzig)
- 1953: Carl Sternheim: Die Kassette – (Hörspiel – Berliner Rundfunk)
- 1954: Walter Karl Schweikert: Herhören, hier spricht Hackenberger (Zweitproduktion) mit Willy A. Kleinau – (Rundfunk der DDR)
- 1955: Molière: Tartuffe – (Rundfunk der DDR)
- 1957: Horst Girra: Die gläserne Spinne – (Rundfunk der DDR)
- 1958: Peter Erka: Autos machen Leute – (Rundfunk der DDR)
- 1960: Jiri Melisek: Eine Bärenjagd – (Hörspiel – Rundfunk der DDR)
- 1960: Rosel Willers: Gelegenheit macht Liebe – (Hörspiel – Rundfunk der DDR)
- 1964: Walter Alberlein: Künstlerpech – (Hörspiel – Rundfunk der DDR)